# 鄒宗翰
鄒宗翰（1984年7月13日—），曾用名夏立民，畢業於國立新竹高級中學、國立臺灣師範大學英語系、東吳大學人權碩士，政治大學傳播碩士。過去擔任過中學教師、人權捍衛者、藝文記者、電視節目主持人。台灣第一位公開與同性伴侶成婚的電視節目主持人。目前為德國之聲台北辦事處主任。

## 生平
- 戶籍苗栗頭份。父母親皆為臺灣客家人，師大在學期間參與客家電視台作客他鄉節目至印尼亞齊省探訪當地客家人。曾參與野草莓運動，因為積極投入性平運動，入選《2020客家名人錄》。

## 動態
- 2022年8月，接任《德國之聲》台北辦事處主任。
- 2022年2月，接任彩虹平權大平台理事長。
- 2022年2月，開始擔任《TODAY看世界》週六「小發明大革命」單元主持。
- 2021年12月12日，主持台中同志遊行《台中同志遊行》。
- 2021年1月1日，主持臺中國家歌劇院《我的歌劇院初登場》。
- 2020年10月31日，第五度主持台灣同志遊行。
- 2019年12月7日，第二度擔任教育部青年海外工作表揚及博覽會主持人,陳建仁副總統出席。
- 2019年10月26日，第四度擔任台灣同志遊行主持,現場超過20萬人。
- 2019年10月21日至22日，主持國際人權聯盟開幕和閉幕，並擔任LGBT議題座談主持人。活動有來自全球100多個國家300多位人權捍衛者參與。蔡英文總統出席開幕典禮。
- 2019年5月24日，與「苗栗愛轉來平權遊行」夥伴在苗栗戶政事務所舉辦苗栗第一對女同志結婚登記記者會。
- 2019年5月14日與17日，與鄭智偉、宜蘭、林忠毅主持《婚姻平權大平台》立法院旁青島東路監督同婚協商與表決集會。17日與現場約4萬人迎來同婚合法。
- 2019年5月11日，舉辦「苗栗愛轉來平權遊行」，呼籲婚姻平權，是苗栗史上首場同志遊行，吸引約2千人參與。
- 2018年11月18日，與鄭智偉、呂欣潔、宜蘭再次攜手主持凱達格蘭大道「為愛返家，搭上幸福列車」音樂會，現場估計超過10萬人。
- 2018年11月12日，參與公投第15案意見說明，擔任正方與反同代表辯論。
- 2018年10月27日，擔任2018台灣同志遊行主持,現場超過13萬人。
- 2018年3月，離開民視，進入《德國之聲》台北辦事處擔任記者。
- 2018年2月，主持國立教育廣播電台《超級公民Go》,討論民主法治及人權教育議題。
- 2017年10月28日，與宜蘭等人擔任2017台灣同志遊行主持,現場超過12萬人。
- 2017年，參與客家電視台《鬧熱打擂台》歌唱節目演唱客家流行歌曲。
- 2016年12月10日，與鄭智偉、呂欣潔、宜蘭一同主持凱達格蘭大道「讓生命不再逝去，為婚姻平權站出來」音樂會，現場湧入25萬人。
- 2016年11月12日，與同性伴侶參加北市聯合婚禮，以已婚同志的身分公開爭取婚姻平權，要求國家盡速修改民法讓同性婚姻合法化。
- 2015年，轉任民視節目主持人。
- 2014年，鄒宗翰以夏立民為藝名自udnTV節目《字。在生活》出道。

## 個人生活
鄒宗翰與同性伴侶於2016年11月12日參與台北市聯合婚禮並於晚間辦理婚宴結婚。婚後在桃園市註記為同性伴侶。
2019年5月24日兩人在苗栗竹南戶政登記結婚，為苗栗第一對登記結婚的男同志伴侶。
2020年，兩人前往美國尋求捐卵者、代孕者，期盼擁有具血緣關係的小孩，尋得代理孕母後，2024年兒子在美國出生。

## 作品

### 電視
| 年份   | 節目             | 頻道           |
| ------ | ---------------- | -------------- |
| 2014年 | 字。在生活       | 首播udn TV     |
| 2015年 | 非young不可      | 首播民視       |
| 2015年 | GoGo捷運         | 首播民視       |
| 2016年 | GoGoTaiwan       | 首播民視       |
| 2019年 | 電磁波大解密     | 首播民視       |
| 2020年 | 范琪斐的寰宇漫遊 | 首播寰宇新聞台 |

### 廣告
| 年份   | 節目     | 頻道           |
| ------ | -------- | -------------- |
| 2018年 | 認識法院 | 首播司法院影音 |
| 2020年 | 牽手篇   | 首播客家委員會 |

### 廣播
| 年份   | 節目               | 頻道             |
| ------ | ------------------ | ---------------- |
| 2018年 | 超級公民Go         | 國立教育廣播電台 |
| 2020年 | 同志人夫的彩色生活 | Anchor           |

### 網路
| 年份   | 節目             | 頻道             |
| ------ | ---------------- | ---------------- |
| 2015年 | 你在大聲什麼啦   | 民視四季線上影視 |
| 2017年 | 夏立民的彩色世界 | 民視四季線上影視 |
| 2019年 | Tasty Taipei     | 德國之聲         |
| 2022年 | 小發明大革命     | TODAY看世界      |

## 獎項

### 電視
| 年份   | 獲提名       | 獎項                                                           | 結果 |
| ------ | ------------ | -------------------------------------------------------------- | ---- |
| 2020年 | Tasty Taipei | 休士頓國際影展紀錄片金獎、美國泰利電視獎銅獎（參與製作與主持） | 獲獎 |

## 外部連結
- 官方网站
- 鄒宗翰的Facebook專頁
- 鄒宗翰的Instagram帳戶

1. ↑  . 換日線 Crossing.   [2022-08-11] （中文（臺灣））.
2. ↑  . 2021-09-08  [2022-08-11] （中文（臺灣））.
3. ↑  聯合新聞網. . 聯合新聞網.   [2024-11-13] （中文（臺灣））.
4. ↑  . udn TV.   [2020-05-13]. （原始内容存档于2019-04-05）.
5. ↑  . 民視.   [2020-05-13]. （原始内容存档于2016-12-06）.
6. ↑  . 民視.
7. ↑  . 寰宇新聞台.   [2020-05-13]. （原始内容存档于2020-11-30）.
8. ↑  . 司法院.
9. ↑  . 客委會.   [2021-01-04]. （原始内容存档于2020-12-28）.
10. ↑  . anchor.fm.   [2020-06-07]. （原始内容存档于2020-06-07）.
11. ↑  . 民視四季線上影視.
12. ↑  . 民視四季線上影視.   [2020-05-13]. （原始内容存档于2020-05-17）.
13. ↑  . DW.
14. ↑  .   [2022-05-19]. （原始内容存档于2022-05-19）.
15. ↑  . DW Documentary.   [2020-05-13]. （原始内容存档于2020-05-19）.